# Базби Беркли
Базби Беркли (енгл. Busby Berkeley, право име Базби Беркли Вилијам Енос (енгл. Busby Berkeley William Enos), 29. новембар 1895 — 14. март 1976) је био веома утицајан холивудски филмски режисер и музички кореограф.Беркли је био познат по разрађеној музичкој продукцији која је често укључивала сложене геометријске шаре. Берклијев рад је подразумева употребу великог броја плесачица и реквизита као елемената фантазије у калеидоскопском приказу на екрану.